# Косарев Олександр Борисович (волейболіст)
Олександр Борисович Косарев (або Косарєв; рос. Александр Борисович Косарев, нар. 20 вересня 1977, Рівне) — колишній український волейболіст, який змінив громадянство на російське, нині волейбольний тренер. Олімпійський медаліст.

## Життєпис
Грав, зокрема, у клубах «Надзбруччя» (Тернопіль, 1994—1997), «Динамо-Таттрансгаз» (Казань, 2006—2008), «Факел» (Новий Уренгой, 2009—2010).
Тренував ВК «Білогір'я» (Білгород)

### Виступи на Олімпіадах
| Олімпіада  | Дисципліна | Місце |
| ---------- | ---------- | ----- |
| Афіни 2004 | волейбол   | 3     |
| Пекін 2008 | волейбол   | 3     |